# Mekargalih (Cikalongkulon)
Mekargalih is een bestuurslaag in het regentschap Cianjur van de provincie West-Java, Indonesië. Mekargalih telt 7272 inwoners (volkstelling 2010).